# Бозвелл (Пенсільванія)
Бозвелл (англ. Boswell) — місто (англ. borough) в США, в окрузі Сомерсет штату Пенсільванія. Населення — 1224 особи (2020).

## Географія
Бозвелл розташований за координатами 40°9′41″ пн. ш. 79°1′39″ зх. д. / 40.16139° пн. ш. 79.02750° зх. д. (40.161484, -79.027467).  За даними Бюро перепису населення США в 2010 році місто мало площу 1,91 км², уся площа — суходіл.

## Демографія
Згідно з переписом 2010 року, у селищі мешкало 1277 осіб у 577 домогосподарствах у складі 345 родин. Густота населення становила 667 осіб/км².  Було 663 помешкання (346/км²).
Расовий склад населення:
| - 97,7 % — білих - 0,6 % — чорних або афроамериканців - 0,5 % — азіатів |

До двох чи більше рас належало 1,2 %. Частка іспаномовних становила 0,4 % від усіх жителів.
За віковим діапазоном населення розподілялося таким чином: 21,6 % — особи молодші 18 років, 60,8 % — особи у віці 18—64 років, 17,6 % — особи у віці 65 років та старші. Медіана віку мешканця становила 41,9 року. На 100 осіб жіночої статі у селищі припадало 90,9 чоловіків;  на 100 жінок у віці від 18 років та старших — 86,4 чоловіків також старших 18 років.
Середній дохід на одне домашнє господарство  становив 39 148 доларів США (медіана — 28 304), а середній дохід на одну сім'ю — 45 785 доларів (медіана — 35 125). Медіана доходів становила 35 729 доларів для чоловіків та 27 917 доларів для жінок. За межею бідності перебувало 18,6 % осіб, у тому числі 30,1 % дітей у віці до 18 років та 11,0 % осіб у віці 65 років та старших.
Цивільне працевлаштоване населення становило 466 осіб. Основні галузі зайнятості: освіта, охорона здоров'я та соціальна допомога — 33,3 %, роздрібна торгівля — 18,7 %, виробництво — 12,0 %, мистецтво, розваги та відпочинок — 8,2 %.